# Diocese de Hearst-Moosonee
A Diocese de Hearst-Moosonee (Dioecesis Hearstensis) é uma diocese localizada na cidade de Hearst na província de Ontário, pertencente a Arquidiocese de Ottawa-Cornwall no Canadá. Foi fundada em 1919 pelo Papa Bento XV. Inicialmente foi fundada como sendo prefeitura apostólica, mais tarde foi elevado a vicariato e em último a diocese. Com uma população católica de 28.000 habitantes, sendo 43,1% da população total, possui 25 paróquias com dados de 2018.

## História
Em 18 de abril de 1919 o Papa Bento XV cria a Prefeitura Apostólica do Norte de Ontário a partir da então Diocese de Haileybury. Em 1920 a prefeitura apostólica é elevada à condição de vicariato, sendo Vicariato Apostólico do Norte de Ontário. Em 1938 o vicariato perde território juntamente com a Diocese de Haileybury para a criação do então Vicariato Apostólico de Baie de James, que mais tarde iria se chamar Diocese de Moosonee. No mesmo ano o vicariato é elevado a condição de diocese com o nome de Diocese de Hearst. Em 2018 a Diocese de Hearst se une com a Diocese de Moosonee formando a atual Diocese de Hearst-Moosonee.

## Lista de bispos
A seguir uma lista de bispos desde a criação da prefeitura apostólica em 1919.
|                                         | Nome                            | Período                     | Notas                                          |
| Bispos de Hearst – Moosonee             | Bispos de Hearst – Moosonee     | Bispos de Hearst – Moosonee | Bispos de Hearst – Moosonee                    |
| --------------------------------------- | ------------------------------- | --------------------------- | ---------------------------------------------- |
| 2º                                      | Pierre Olivier Tremblay, O.M.I. | 2022- atual                 |                                                |
| 1º                                      | Robert Ovide Bourgon            | 2018 - 2020                 | Bispo emérito                                  |
| Bispos de Hearst                        |                                 |                             |                                                |
| 11º                                     | Robert Ovide Bourgon            | 2016 - 2018                 | Nomeado bispo dessa diocese                    |
| 10º                                     | Vincent Cadieux, O.M.I.         | 2007 - 2016                 | Bispo emérito                                  |
| 9º                                      | André Vallée, P.M.E.            | 1996 - 2005                 |                                                |
| 8º                                      | Pierre Fisette, P.M.E.          | 1993 - 1995                 | Faleceu no cargo                               |
| 7º                                      | Roger-Alfred Despatie           | 1973 - 1993                 | Faleceu no cargo                               |
| 6º                                      | Jacques Landriault              | 1964 - 1971                 | Nomeado Bispo de Timmins                       |
| 5º                                      | Louis Lévesque                  | 1952 - 1964                 | Nomeado Arcebispo coadjutor de Rimouski        |
| 4º                                      | Georges-Léon Landry             | 1946 - 1952                 |                                                |
| 3º                                      | Albini LeBlanc                  | 1940 - 1945                 | Nomeado Bispo de Gaspé                         |
| 2º                                      | Joseph Charbonneau              | 1939 - 1940                 | Nomeado Arcebispo coadjutor de Montreal        |
| 1º                                      | Joseph-Jean-Baptiste Hallé      | 1938 - 1939                 | Faleceu no Cargo                               |
| Vigário Apostólico do Norte de Ontário  |                                 |                             |                                                |
| 1º                                      | Joseph-Jean-Baptiste Hallé      | 1920 - 1938                 | Nomeado bispo de Hearst                        |
| Prefeito Apostólico do Norte de Ontário |                                 |                             |                                                |
| 1º                                      | Joseph-Jean-Baptiste Hallé      | 1918 - 1920                 | Nomeado vigário apostólico do Norte de Ontário |
| Administrador apostolico                |                                 |                             |                                                |
|                                         | Terrence Prendergast, S.J.      | 2020 - atual                | Arcebispo-emérito de Ottawa-Cornwall           |
|                                         | Vincent Cadieux, O.M.I.         | 2006 - 2007                 | Bispo de Moosonee                              |
|                                         | Jacques Landriault              | 1971 - 1973                 | Bispo de Timmins                               |